# Нововикринский сельсовет
Нововикринский сельсовет  — административно-территориальная единица и муниципальное образование со статусом сельского поселения в Каякентском районе Дагестана Российской Федерации.
Административный центр — село Новые Викри.

## Население
| 2002  | 2010  | 2012  | 2013  | 2014  | 2015  | 2016  |
| ----- | ----- | ----- | ----- | ----- | ----- | ----- |
| 2903  | ↗3362 | ↗3446 | ↗3525 | ↗3572 | ↗3642 | ↗3732 |
| 2017  | 2018  | 2019  | 2020  | 2021  | 2023  | 2024  |
| ↗3827 | ↗3899 | ↗3987 | ↗4046 | ↗4514 | ↗4612 | ↗4719 |
| 2025  |       |       |       |       |       |       |
| ↗4849 |       |       |       |       |       |       |

## Состав
| № | Населённый пункт | Тип населённого пункта       | Население |
| - | ---------------- | ---------------------------- | --------- |
| 1 | Викри            | село                         | ↘19       |
| 2 | Новые Викри      | село, административный центр | ↗4495     |